# Csatlakozás (jog)
A csatlakozás a jogban (elsősorban a nemzetközi jogban) olyan aktus, amely inkorporálja egy adott szerződéskötésre vonatkozó korábbi körülményeket. Egy szerződés kötelező hatályának elismerése kifejezésre juttatható csatlakozás útján is. A csatlakozás útján egy adott állam – meghatározott feltételek mellett – részesévé válhat egy olyan szerződésnek, amit korábban nem írt alá, sőt, aminek esetleg a megtárgyalásában sem vett részt.
A csatlakozást Magyarországon a 2005. évi L. törvény szabályozza. Ezek szerint a csatlakozásra a ratifikáció szabályait kell megfelelően alkalmazni.
A csatlakozás megengedhetőségéről vagy maga a szerződés rendelkezik, vagy a részes államok ebben utólag megállapodnak. Léteznek ebből a szempontból zárt illetve korlátozottan nyitott nemzetközi szerződések is.
Nemzetközi vagy regionális szervezetek esetében a csatlakozás lehetősége tagfelvételi eljáráshoz köthető.